# Perillus bioculatus

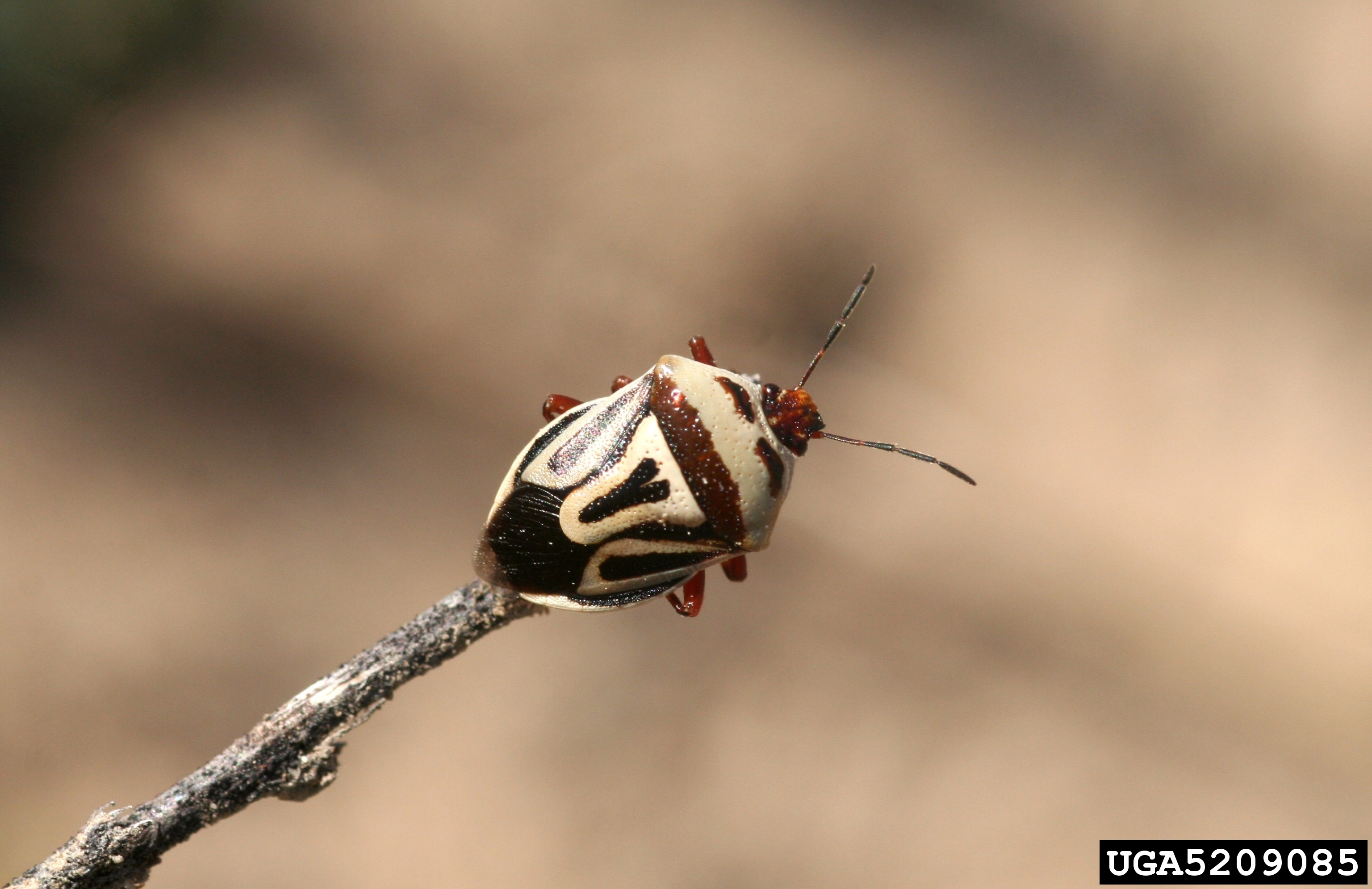
Perillus bioculatus var. cianda

Perillus bioculatus ist eine Wanzenart aus der Unterfamilie Asopinae, die zur Familie der Baumwanzen (Pentatomidae) zählt. Die Wanzenart trägt die englische Bezeichnung Two-spotted Stink Bug („Zweigefleckte Stinkwanze“).

## Merkmale
Die mittelgroßen 10–12 mm langen Wanzen besitzen eine unverwechselbare Musterung, die Färbung ist jedoch variabel.
Die Grundfarbe der Wanzen ist dunkelbraun bis schwarz. Die Wanzen besitzen zwei markante schwarze Flecken auf dem vorderen Halsschild. Auf dem Schildchen (Scutellum) befindet sich ein schwarzes Y-förmiges Muster umrahmt von einer dreiecksförmigen Zeichnung. Die Grundfarbe des vorderen Halsschildes sowie die Musterung auf dem Schildchen ist typischerweise rot oder orange. Es gibt jedoch auch eine Farbvariante, bei welcher diese cremefarben ist.

## Vorkommen
Perillus bioculatus kam ursprünglich nur in der Nearktis vor. Das Verbreitungsgebiet der Wanzenart erstreckt sich über Mexiko, die Vereinigten Staaten (von der Ost- bis zur Westküste) und den Süden von Kanada.
Die Art wurde in verschiedenen Ländern Europas zum biologischen Pflanzenschutz eingeführt. Sie hat sich aber lediglich in Kleinasien und auf dem Balkan etabliert.

## Lebensweise
Die Wanzen ernähren sich räuberisch von Gliederfüßern, insbesondere von Käfern und Käferlarven. Zu ihren Beutetieren zählt der Kartoffelkäfer (Leptinotarsa decemlineata), ein bedeutender Agrarschädling. Perillus bioculatus gilt daher als Nützling.
Die Gelegegröße von Perillus bioculatus besteht gewöhnlich aus 100 bis 200 Eiern.
Die Entwicklung der Wanze umfasst fünf Nymphenstadien. Die komplette Entwicklungsdauer beginnend mit der Eiablage beläuft sich auf 25–30 Tage.
Die Art bildet gewöhnlich pro Jahr 2–3 Generationen aus. Die Art überwintert als Imago.
Im ersten Nymphenstadium ernähren sich die Larven phytophag und saugen an den Stängeln von Kartoffelpflanzen.
Die ersten vier Nymphenstadien weisen ein gregäres Verhalten auf.

## Etymologie
Die Artbezeichnung bioculatus leitet sich aus dem Lateinischen ab. Die Vorsilbe bi steht für „zwei“ oder „doppelt“. oculatus bedeutet „mit Augen“.